# Chic-ism
| Recensione       | Giudizio |
| ---------------- | -------- |
| AllMusic         | [ 1 ]    |
| Robert Christgau | [ 2 ]    |

Chic-ism è l'ottavo album del gruppo musicale statunitense Chic, pubblicato nel 1992 dall' Atlantic Records.
Include i singoli Chic Mystique e Your Love.
L'album, uscito 9 anni dopo il precedente lavoro Believer, è frutto del lavoro di Nile Rodgers e Bernard Edwards, i quali, nel periodo successivo allo scioglimento degli Chic (1984), dopo aver lavorato con artisti come David Bowie, Madonna, Duran Duran, Robert Palmer, e The B-52's, decisero di riunire nuovamente i componenti della band e incidere l'album.

## Tracce
Tutte le tracce sono state scritte da Bernard Edwards e Nile Rodgers.
1. Chic Mystique – 6:39
2. Your Love – 5:57
3. Jusagroove – 3:42
4. Something You Can Feel – 4:36
5. One and Only One – 4:30
6. Doin' That Thing to Me – 4:06
7. Chicism – 4:08
8. In It to Win It – 5:29
9. My Love's for Real – 4:53
10. Take My Love – 5:36
11. High – 4:29
12. M.M.F.T.C.F. – 4:37